# 2513 Baetslé
2513 Baetslé là một tiểu hành tinh vành đai chính với chu kỳ quỹ đạo là 1262.4733241 ngày (3.46 năm).
Nó được phát hiện ngày 19 tháng 9 năm 1950.